# Australian Championships 1966
Gli Australian Championships 1966 (conosciuto oggi come Australian Open) sono stati la 54ª edizione degli Australian Championships e prima prova stagionale dello Slam per il 1966. Si è disputato dal 21 al 31 gennaio 1966 sui campi in erba del White City Stadium di Sydney in Australia. Il singolare maschile è stato vinto dall'australiano Roy Emerson, che si è imposto sullo statunitense Arthur Ashe in 4 set. Il singolare femminile è stato vinto dall'australiana Margaret Court, che ha battuto la statunitense Nancy Richey che si è ritirata in finale. Nel doppio maschile si è imposta la coppia formata da Roy Emerson e Fred Stolle, mentre nel doppio femminile hanno trionfato Carole Caldwell Graebner e Nancy Richey Gunter. Il doppio misto è stato vinto da Judy Tegart Dalton e Tony Roche.

## Risultati

### Singolare maschile
Roy Emerson ha battuto in finale  Arthur Ashe  6-4, 6-8, 6-2, 6-3

### Singolare femminile
Margaret Court ha battuto in finale  Nancy Richey per walkover

### Doppio maschile
Roy Emerson /  Fred Stolle hanno battuto in finale  John Newcombe /  Tony Roche, 7-9, 6-3, 6-8, 14-12, 12-10

### Doppio femminile
Carole Caldwell Graebner /  Nancy Richey Gunter hanno battuto in finale   Margaret Smith Court /  Lesley Turner Bowrey, 6-4, 7-5

### Doppio misto
Judy Tegart Dalton /  Tony Roche hanno battuto in finale  Robyn Ebbern /  Bill Bowrey, 6-1, 6-3